# Zurück in die Zukunft
Zurück in die Zukunft (im englischen Original Back to the Future) ist der Name einer Science-Fiction-Film-Trilogie aus den Jahren 1985, 1989 und 1990. In allen drei Filmen führte Robert Zemeckis Regie. Die Trilogie zeigt die Zeitreisen des Jugendlichen Marty McFly (Michael J. Fox) und seines Freundes Dr. Emmett L. „Doc“ Brown (Christopher Lloyd) zwischen den Jahren 1885 und 2015. Die drei Teile sind:
- Zurück in die Zukunft (1985) (spielt 1985 und 1955)
- Zurück in die Zukunft II (1989) (spielt 1985, 2015 und 1955)
- Zurück in die Zukunft III (1990) (spielt 1955, 1885 und 1985)

Der erste Teil war zunächst als Einzelfilm geplant. Das offene Ende, das später den Übergang zu Teil zwei bildete, war eher scherzhaft gedacht. Erst der kommerzielle Erfolg führte zu den zwei Fortsetzungen.

## Überblick über die Handlung

Zeitverlaufslinien in den drei Zurück-in-die-Zukunft-Teilen

Zu Beginn des ersten Films gelangt der Jugendliche Marty McFly mit Hilfe einer von Dr. Emmett L. Brown entworfenen Zeitmaschine aus dem Jahr 1985 in das Jahr 1955.
Dort angekommen, verhindert er unbeabsichtigt, dass seine Eltern sich treffen und sich ineinander verlieben – stattdessen verliebt sich seine Mutter in ihn. Hierdurch verändert sich die zukünftige Zeitlinie (Wechsel von Zeitlinie 1 auf Zeitlinie 2). Marty erkennt, dass er dringend dafür sorgen muss, dass seine Eltern zueinander finden, denn er will seine zukünftige Geburt nicht in Gefahr bringen. Dieses Vorhaben erweist sich aber als extrem schwierig. Sein Vater ist als Jugendlicher im Jahr 1955 der typische Verlierer, dem es völlig an Selbstbewusstsein mangelt und der Martys Mutter nur durch Zufall kennenlernt. Erschwerend kommt hinzu, dass Biff Tannen, der im Jahr 1985 der großspurige Vorgesetzte seines Vaters ist, auch schon im Jahr 1955 ein überhebliches Ekel ist und ebenfalls Interesse an Martys noch jugendlicher Mutter hat. Schließlich gelingt es Marty jedoch, das Selbstbewusstsein seines Vaters auch gegenüber Biff zu steigern und so seine zukünftige Existenz zu retten, denn sein Vater schlägt Biff schließlich nieder, als dieser versucht, Martys Mutter zu vergewaltigen.
Außerdem kontaktiert Marty den Doc Brown des Jahres 1955, der ihm hilft, die für Martys Rückkehr in das Jahr 1985 nötige Energie für seine Zeitmaschine zu beschaffen. Wieder dahin zurückgekehrt, taucht Doc Brown nach einem Ausflug in das Jahr 2015 wieder auf und nimmt Marty und dessen Freundin Jennifer mit in die Zukunft, da deren Kinder sich in Gefahr befänden.
Hier setzt der zweite Teil der Reihe an. In der Zukunft gelingt es Marty, die drohende Verhaftung seines Sohnes abzuwenden (Wechsel auf Zeitlinie 3). Der zukünftige Biff erkennt jedoch die Funktion der Zeitmaschine und nutzt sie, um die Vergangenheit zu seinen Gunsten zu verändern (Zeitlinie 4/5). Als Marty und Doc Brown das bemerken, reisen sie zurück ins Jahr 1955, wo sie Biffs Änderungen rückgängig machen (Zeitlinie 6). Anschließend reist Doc Brown versehentlich in das Jahr 1885 (Wechsel auf Zeitlinie 7).
Im dritten Teil stellt Marty fest, dass Doc Brown im selben Jahr (1885) ermordet wurde. Daher reist er in das Jahr 1885, wo es ihm gelingt, die Ermordung seines Freundes zu verhindern (Wechsel auf Zeitlinie 8). Allerdings wird nach seiner Ankunft die Benzinleitung des Zeitreisegefährts beschädigt, weshalb sich Doc Brown und Marty entschließen, die Zeitmaschine mittels einer Dampflokomotive auf die benötigten 140 Kilometer pro Stunde zu beschleunigen. Doc Brown entscheidet sich jedoch kurzfristig, wegen einer Frau im Jahr 1885 zu bleiben. Als Marty wieder im Jahr 1985 ankommt, wird die Zeitmaschine von einem Zug zerstört. Doc Brown gelingt jedoch mit einer neuen Zeitmaschine in Form einer Lokomotive noch einmal die Rückkehr in das Jahr 1985 zu Marty.
| Figur                          | Filme                 | Filme                    | Filme                     | Zeichentrickserie                                            | Deutscher Sprecher                                                 |
| Figur                          | Zurück in die Zukunft | Zurück in die Zukunft II | Zurück in die Zukunft III | Zurück in die Zukunft                                        | Deutscher Sprecher                                                 |
| ------------------------------ | --------------------- | ------------------------ | ------------------------- | ------------------------------------------------------------ | ------------------------------------------------------------------ |
| Marty McFly                    | Michael J. Fox        | Michael J. Fox           | Michael J. Fox            | David Kaufman                                                | Sven Hasper                                                        |
| Dr. Emmett Brown               | Christopher Lloyd     | Christopher Lloyd        | Christopher Lloyd         | Dan Castellaneta (Zeichentrick) Christopher Lloyd (Realfilm) | Ernst Jacobi (Film 1) Lutz Mackensy (Film 2–3 + Zeichentrickserie) |
| Biff Tannen                    | Thomas F. Wilson      | Thomas F. Wilson         | Thomas F. Wilson          | Thomas F. Wilson                                             | Thomas Petruo                                                      |
| Lorraine Baines/McFly          | Lea Thompson          | Lea Thompson             | Lea Thompson              | —                                                            | Liane Rudolph                                                      |
| George McFly                   | Crispin Glover        | Jeffrey Weissman         | Jeffrey Weissman          | —                                                            | Stephan Schwartz                                                   |
| Jennifer Parker                | Claudia Wells         | Elisabeth Shue           | Elisabeth Shue            | Cathy Cavadini                                               | Bettina Spier                                                      |
| Dave McFly                     | Marc McClure          | (erwähnt)                | Marc McClure              | —                                                            | Stefan Krause                                                      |
| Linda McFly                    | Wendie Jo Sperber     | (erwähnt)                | Wendie Jo Sperber         | —                                                            | Hansi Jochmann                                                     |
| Mr. Strickland                 | James Tolkan          | James Tolkan             | —                         | —                                                            | Robert Dietl                                                       |
| 3-D                            | Casey Siemaszko       | Casey Siemaszko          | —                         | —                                                            |                                                                    |
| Match                          | Billy Zane            | Billy Zane               | —                         | —                                                            | Ulli Kinalzik                                                      |
| Skinhead                       | J.J. Cohen            | J.J. Cohen               | —                         | —                                                            | Manuel Vaessen (Film 1) Michael Nowka (Film 2)                     |
| Needles                        | —                     | Flea                     | Flea                      | —                                                            | Ulrich Gressieker                                                  |
| Marty McFly, Jr.               | —                     | Michael J. Fox           | —                         | —                                                            | Sven Hasper                                                        |
| Marlene McFly                  | —                     | Michael J. Fox           | —                         | —                                                            | Sven Hasper                                                        |
| Griff Tannen                   | —                     | Thomas F. Wilson         | —                         | —                                                            | Thomas Petruo                                                      |
| Seamus McFly                   | —                     | —                        | Michael J. Fox            | —                                                            | Sven Hasper                                                        |
| Maggie McFly                   | —                     | —                        | Lea Thompson              | —                                                            | Liane Rudolph                                                      |
| Clara Clayton                  | —                     | —                        | Mary Steenburgen          | Mary Steenburgen                                             | Traudel Haas (Film) Martina Treger (Zeichentrickserie)             |
| Buford „Mad Dog“ Tannen        | —                     | Thomas F. Wilson         | Thomas F. Wilson          | —                                                            | Thomas Petruo                                                      |
| Chief Marshal James Strickland | —                     | —                        | James Tolkan              | —                                                            | Robert Dietl                                                       |

## Parallelen zwischen den Filmen
Jeder der drei Filme enthält Szenen, die in ähnlicher Form in den anderen Teilen auftauchen, sogenannte Running Gags.
In den Teilen zwei und drei führt Martys Eigenart, dass er nicht als „feige Sau“ (im Original u. a.: chicken = „Feigling“) bezeichnet werden will, häufig dazu, dass er einer Provokation entgegen seiner ersten Entscheidung doch nicht ausweicht und in Schwierigkeiten gerät. Außerdem wird Marty in allen Teilen einmal ohnmächtig und danach von seiner Mutter beziehungsweise, im dritten Teil, von seiner Ururgroßmutter geweckt. Er glaubt jeweils, zu Hause im Jahr 1985 aus einem schlechten Traum aufgewacht zu sein. Zudem stolpert Marty stets auf die gleiche Weise auf der Hauptstraße seiner Heimatstadt.

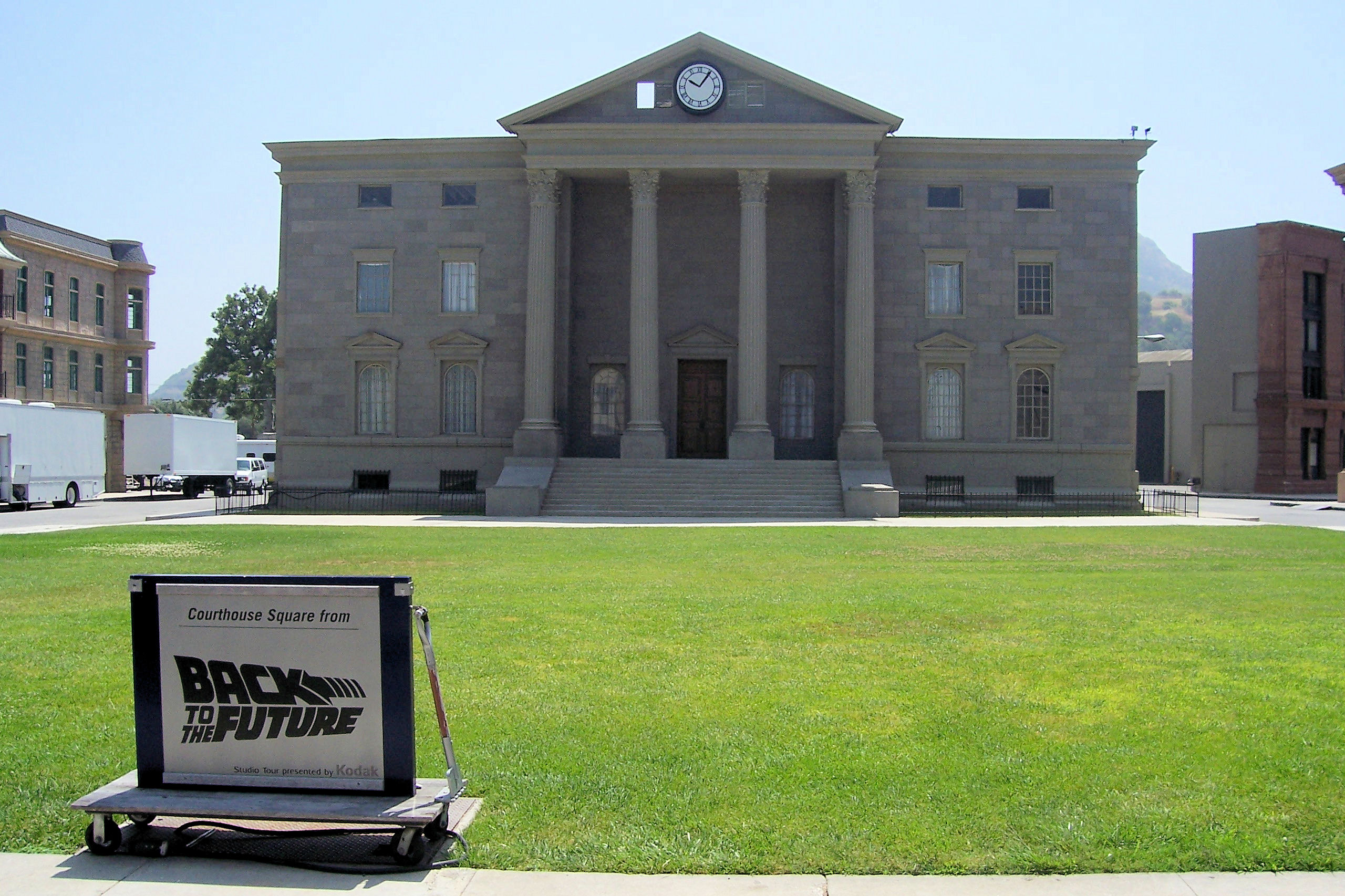
„Rathaus“ mit Uhr; im Vordergrund das Logo des Films

Bei allen Teilen kommt mindestens einmal das alte Rathaus beziehungsweise Gerichtsgebäude von Hill Valley und dessen für die Handlung wichtige Uhr vor. Ebenso ist in jedem Teil die Zeitreise zu sehen, die Marty vom Jahr 1955 ins Jahr 1985 (zurück-)befördert.
Einige Personen treten in verschiedenen Abwandlungen in jedem der Teile auf:
Martys Gegenspieler ist jeweils Biff Tannen in unterschiedlichen Altersstufen oder ein männlicher Vor- oder Nachfahre (Teil zwei: sein Enkel Griff Tannen, Teil drei: sein Urgroßvater Buford „Mad Dog“ Tannen). Nach einer Verfolgung landet in jedem Teil jeweils ein Mitglied der Tannen-Familie in einem Misthaufen. Im ersten und zweiten Teil fährt Biff Tannen mit seinem Auto in einen LKW, der Mist geladen hat, im dritten Teil wird Buford Tannen von Marty bewusstlos geschlagen und landet in einem Karren voller Mist. Die Misttransporter sind jeweils von der Firma „A. Jones – Manure Hauling“ (1885) bzw. „D. Jones – Manure Hauling“ (1955). In jedem Film hat der jeweilige Tannen eine Gang von drei Personen.
Der Hüter von Recht und Ordnung ist in den ersten beiden Teilen Mr. Strickland beziehungsweise im dritten Teil dessen Vorfahre. In Teil eins und zwei tritt er als Schuldirektor, im dritten Teil als US-Marshal auf. Vor ihm haben die verschiedenen Tannens jeweils Respekt.
Jeder der drei Filme enthält eine Bar-Szene, bei der McFly von einem Mitglied der Tannen-Familie gerufen wird, worauf sich Marty überrascht umdreht, um dann festzustellen, dass tatsächlich sein jeweiliger Verwandter in dieser Zeit gemeint ist. In den ersten beiden Teilen sitzt das jeweilige Familienmitglied mit am Tresen und ist auch vom jeweiligen Tannen gemeint gewesen. Im dritten Teil hält Buford Tannen Marty McFly für dessen Ururgroßvater, weil er von diesem einen Hut geschenkt bekommen hat und deswegen von hinten aussieht wie Seamus McFly.
In jedem Film hat Marty ein Bild (im zweiten Teil eine Zeitung), das sich aufgrund der laufenden Ereignisse und daraus resultierenden Auswirkungen auf die Zukunft verändert.
Im ersten und zweiten Film klopft mehrmals ein Tannen einer anderen Hauptperson auf den Kopf und sagt: „Hallo? Hallo? Jemand zu Hause? Denk mal nach, […], denk nach!“
Im ersten und dritten Film zeigt Doc Brown Marty ein kompliziertes und unnötig detailgetreues Modell, das zeigt, wie die Zeitmaschine ihre Energie bekommt und auf 140 km/h beschleunigt wird, und entschuldigt sich dafür, dass es nicht maßstabsgetreu sei, weil er zu wenig Zeit gehabt habe.
Nach der „Jungfernfahrt“ der Zeitmaschine im ersten Teil und ihrer Zerstörung im dritten Teil ist jeweils zu sehen, wie das abgefallene Nummernschild noch kurz auf dem Boden auf einer Ecke rotiert, bevor es umkippt.
Zudem leiht sich Marty im ersten und im zweiten Teil den „Roller“ eines Kindes (im zweiten Teil ein sogenanntes „Hoverboard“), während er vor einem Tannen flieht, und nimmt den Lenker des Rollers ab, damit er ihn als Skateboard benutzen kann.
Die Firma „Statler“ ist auch zu allen Zeiten in Hill Valley präsent: 1885 als Pferde- und Kutschenhändler, 1955 als „Statler Motors Studebaker“, 1985 als „Statler Toyota“ sowie 2015 an derselben Stelle als „Pontiac Sales – Hoverconversions“. Dass die Automarke Pontiac schon 2010 aufgelöst wurde, war 1989 nicht vorherzusehen.
Bei jeder Zeitreise werden die Reifenspuren des DeLorean, wo sie sich fortsetzen würden, wenn er nicht in der Zeit gereist wäre, durch Flammenspuren markiert – im Gegensatz dazu ist das Auto beim Wiederauftauchen eiskalt.
Immer wenn Doc direkt oder indirekt durch Marty Informationen aus der Zukunft erhält und sich des Ausmaßes der dadurch verursachten Geschehnisse bewusst wird, verwendet er die Redewendung „Großer Gott!“, während Marty in ähnlichen Situationen oder als Antwort darauf „Oh Mann, das ist echt stark!“ sagt. Als Doc im dritten Teil Marty darauf hinweist, dass Marty derjenige sein könnte, der statt Doc von Tannen erschossen werden wird, tauschen sie die Rollen, wobei Marty „Großer Gott!“ ruft und Doc mit „Ich weiß, das ist stark!“ antwortet.
In allen drei Filmen wird Doc bewusstlos, und zwar immer auf unterschiedliche Art und Weise: Im ersten Film durch den Beschuss der Libyer, im zweiten Film durch den Schock, den er wegen des plötzlichen Wiederauftauchens von Marty erleidet (denn er hatte ihn kurz vorher zurück ins Jahr 1985 geschickt), und im dritten Film durch den Whiskey im Saloon.

## Produktplatzierung
Ferner enthalten die Filme der Trilogie etliche Produktplatzierungen. Beispielsweise wird Marty im ersten Teil von seiner Mutter im Jahr 1955 zunächst Calvin Klein genannt, da sie diesen Namen auf seiner Unterhose gelesen hat, und zu Beginn fährt ein Toyota-Pick-up an ihm vorbei, was er mit den Worten „Hast du diese Superkiste gesehen?“ kommentiert.
Am Ende des ersten Teils sowie am Anfang des zweiten Teils steht der gleiche Pick-up in der Garage von Martys Eltern. Weitere Beispiele sind eine Tankstelle (erster Teil) und ein Werbespot (zweiter Teil) der Firma Texaco, der Camcorder (auf dem deutlich der Markenname JVC zu sehen ist), die Pizza-Hut-Pizza im zweiten Teil, die erst durch ein Gerät von Black & Decker „hydriert“ zur vollen Größe heranwächst, oder diverse Schilder von Burger King und Pepsi in den Teilen eins und zwei.
Ebenfalls in den Teilen eins und zwei bestellt Marty in der Bar eine Pepsi-Cola und benutzt in Teil zwei ein Hoverboard, eine futuristische Art von Skateboard von Mattel. Weiterhin tragen Marty und andere Figuren Nike-Sneaker. Als ungewöhnliche Produktplatzierung wird im dritten Teil von einem Jahrmarkthändler ein Peacemaker-Colt beworben.

## Die Zeitmaschine

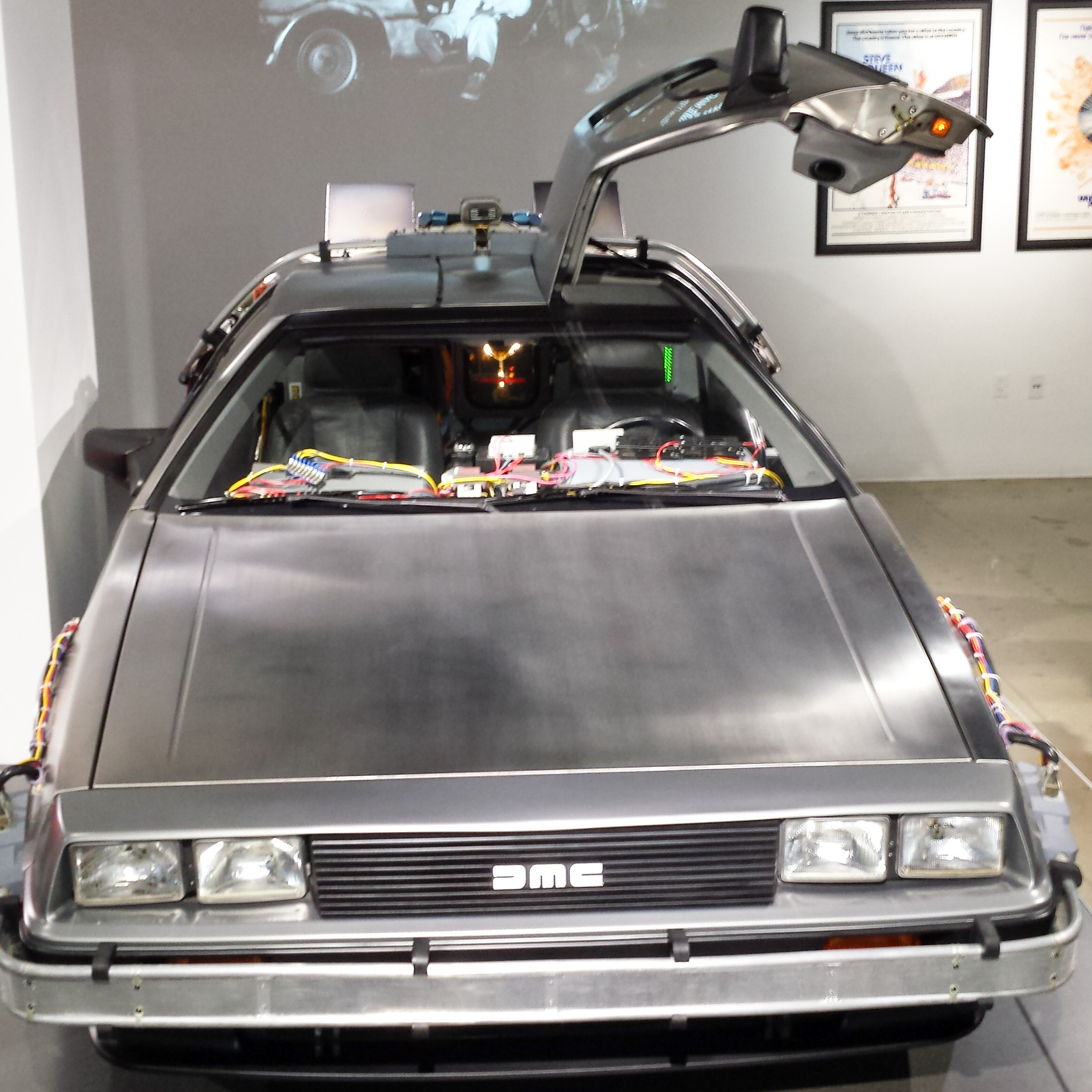
Die Zeitmaschine aus dem ersten Film, Petersen Automotive Museum, Los Angeles

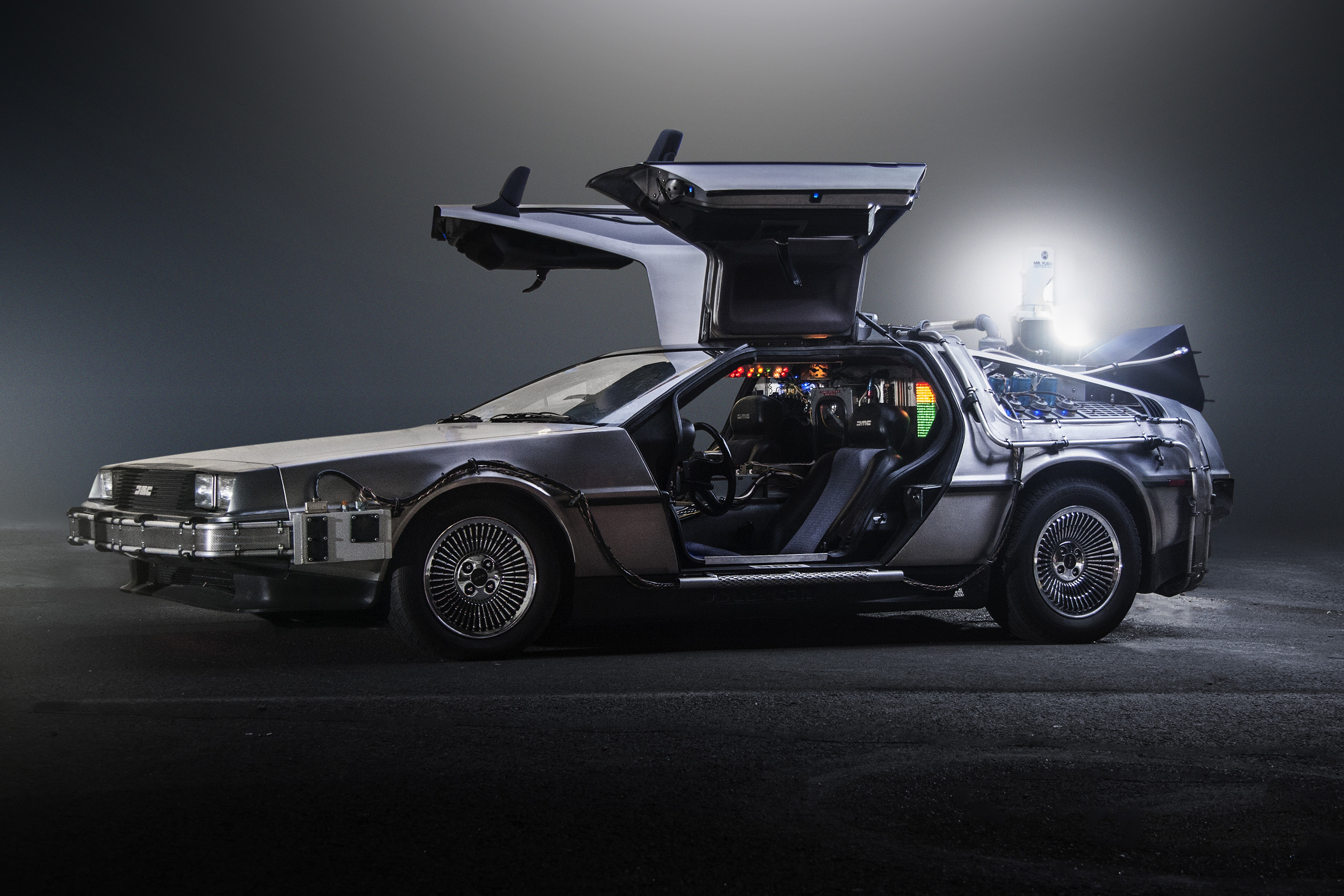
Die Zeitmaschine aus dem zweiten Film

Dr. Emmett L. Brown baute die Zeitmaschine aus einem DeLorean DMC-12, da er den Sportwagen als stilvoll empfand und er sich wegen seiner Karosserie aus rostfreiem Edelstahl ideal für diesen Zweck eignete. Außerdem ist mit ihm leicht die erforderliche Sprunggeschwindigkeit von rund 140 km/h (im Original und ab dem dritten Teil auch in der deutschen Synchronisation: 88 Meilen pro Stunde) möglich.

### Der Fluxkompensator

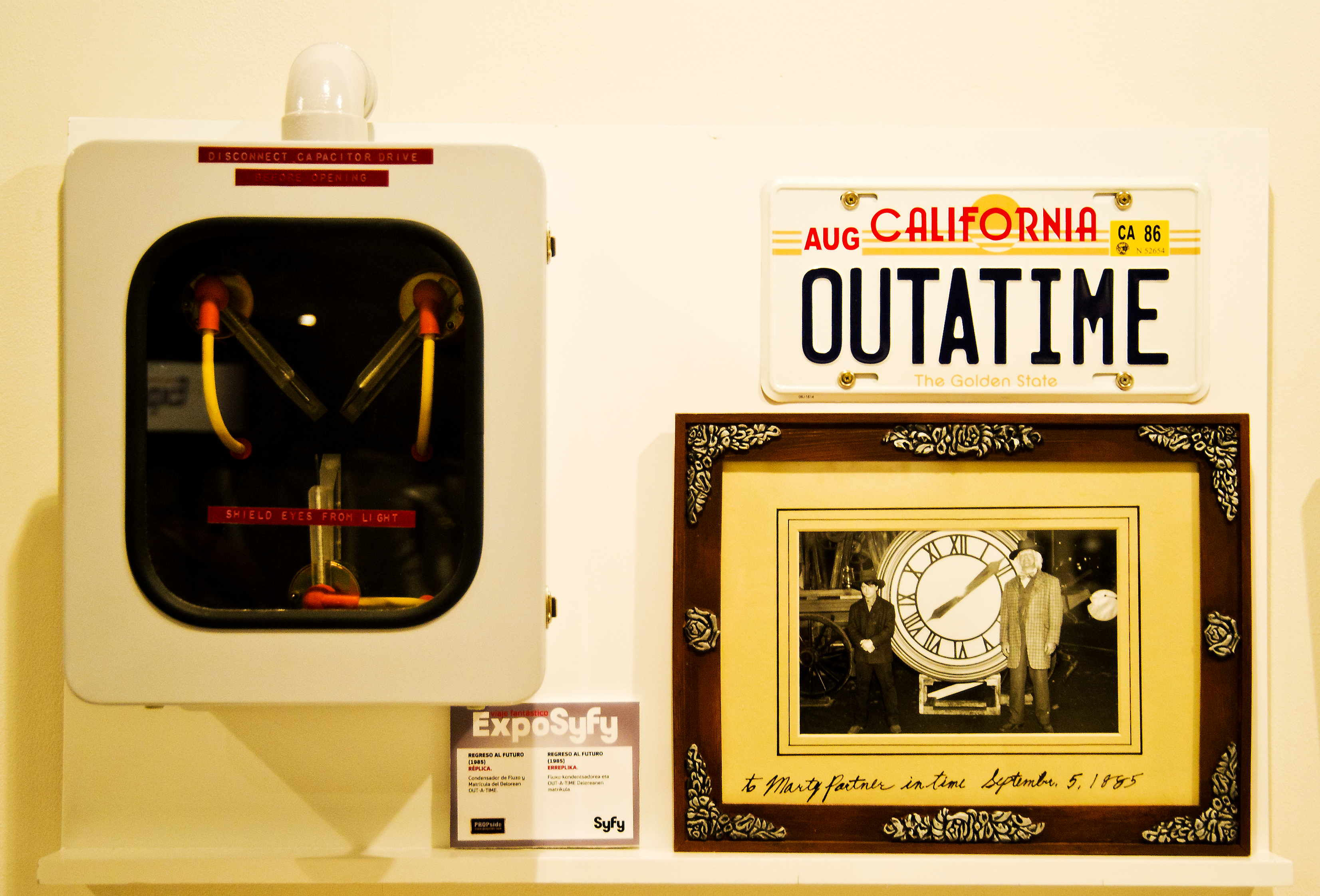
Der Fluxkompensator (links), Expo SyFy in San Sebastián 2013

Der Fluxkompensator ist das Kernstück der Zeitmaschine, der nach Browns Aussage „Reisen durch die Zeit erst möglich macht“. Er besteht aus einem grauen, rechteckigen Kasten mit drei länglichen, blinkenden Glasröhrchen, die hinter einer Glasscheibe eben im 120°-Winkel zueinander angeordnet sind. Der Fluxkompensator ist an der Rückwand zwischen den beiden Sitzen im Fahrzeuginneren angebracht. Brown hat ihn am 5. November 1955 erfunden, als er beim Aufhängen einer Uhr in seinem Badezimmer von der Schüssel seiner Toilette abrutschte und unsanft mit dem Kopf aufschlug.
Der Begriff „Fluxkompensator“ ist eine falsche Übersetzung; der englische Originalbegriff flux capacitor müsste technisch und sprachlich korrekt mit „Flusskondensator“ wiedergegeben werden. Auf der Zeichnung, die Doc Brown angefertigt hat, nachdem er von der Toilette gefallen war, steht dagegen der englische Begriff „flux compression“. Das Gerät ist also eher zur „Verdichtung des Zeitflusses“ entworfen. Der Begriff „Fluxkompensator“ ist schnell in die deutschsprachige Popkultur eingegangen und wird seitdem manchmal scherzhaft für hochentwickelte, unverständliche und Wunder verheißende Technik verwendet.

### Energieversorgung

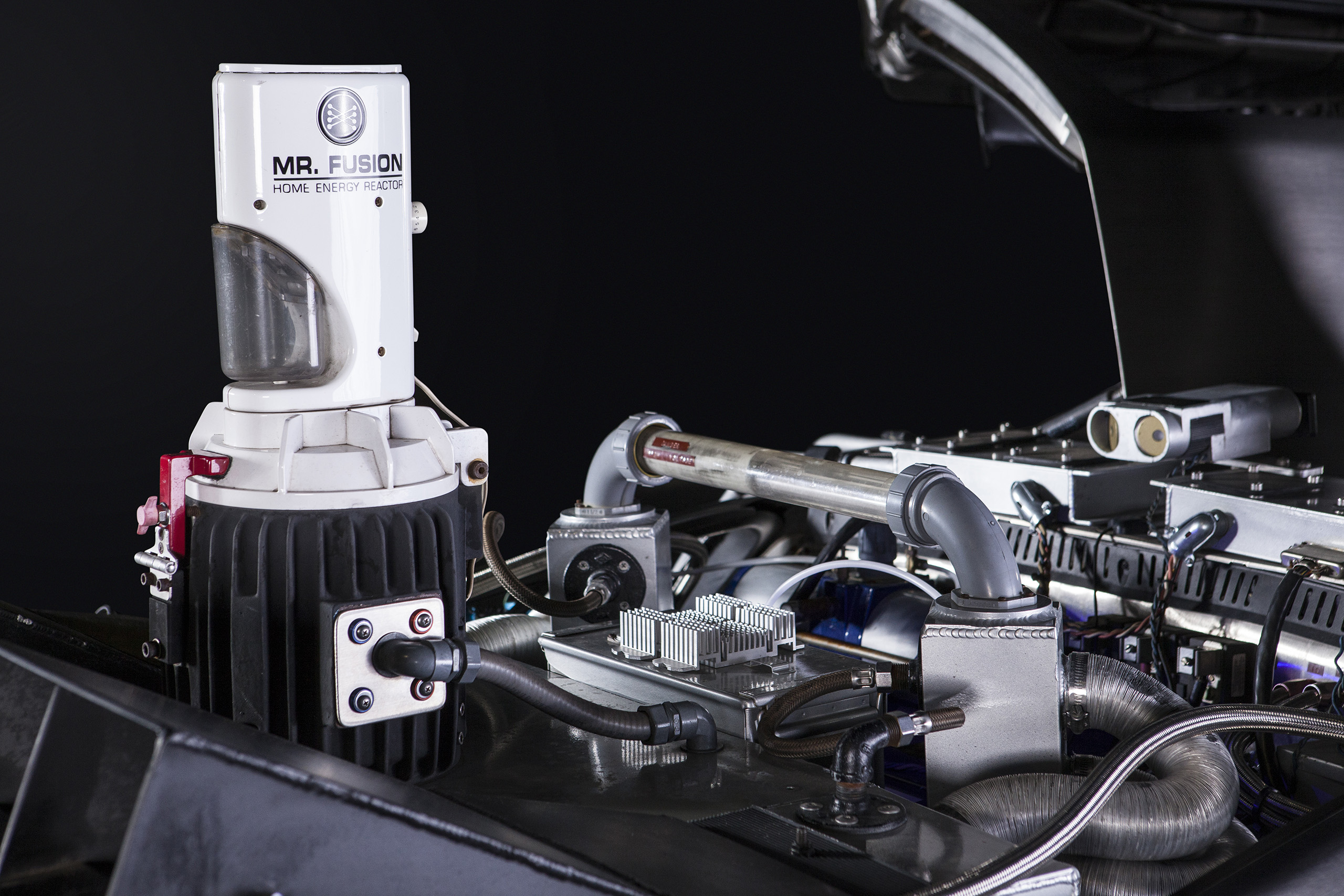
Der Fusionsgenerator „Mr. Fusion Home Energy Reactor“

Die Geschwindigkeit von 140 km/h erreicht der DeLorean mit Hilfe des eingebauten Verbrennungsmotors mit bleifreiem Treibstoff, wobei im ersten Teil fälschlicherweise von Doc Brown behauptet wird: „Diese Kiste fährt elektrisch …“ Die für den Zeitsprung benötigten 1,21 Gigawatt Leistung werden durch einen Atomreaktor im Heck des Fahrzeugs bereitgestellt, der mit Plutonium arbeitet. In der deutschen Synchronisationsfassung heißt dieser Wert fälschlicherweise „Eins Punkt Einundzwanzig Gigawatt“. Da der Dezimaltrenner in den USA ein Punkt („One point twenty-one“), in Europa jedoch ein Komma ist, wäre „Eins Komma Einundzwanzig“ (bzw. sogar „Eins Komma Zwei Eins“) richtig gewesen. Später wird der Plutoniumreaktor durch einen Fusionsgenerator (im Original „Mr. Fusion Home Energy Reactor“) ersetzt. Dieses aus der Zukunft entliehene Gerät wandelt jegliche Materie – im Film stets Abfall – in Energie um.

### Die Problematik der 140-km/h-Geschwindigkeitsbarriere
Um einen Zeitsprung mit Hilfe des Fluxkompensators einleiten zu können, muss der DeLorean eine Geschwindigkeit von 140 km/h (88 mph) erreichen. Diese Voraussetzung stellt die Protagonisten immer wieder vor verschiedene Probleme. Es wäre fatal, mit dieser recht hohen Geschwindigkeit auf ein Hindernis zu treffen, welches sich direkt im Fahrweg des DeLorean in der Zielzeit befindet, ohne die Möglichkeit zu haben, abzubremsen und einen tödlichen Zusammenstoß zu vermeiden. Diese Problematik wird auf ironische Art und Weise in den drei Teilen mehrfach behandelt und ist auch Bestandteil einiger Szenen. So fährt Marty McFly gleich nach seinem ersten Zeitsprung direkt in eine Scheune, bleibt allerdings unverletzt, weil er rechtzeitig bremsen kann. Dennoch wird er fast von dem aufgeschreckten Farmer erschossen, weil dieser glaubt, es handle sich bei McFly um einen außerirdischen Besucher. Der Strahlenschutzanzug, den Marty trägt, verstärkt diesen Eindruck noch. Gegen Ende desselben Teils, nachdem er wieder in das Jahr 1985 zurückgekehrt ist, kracht Marty dann in ein ehemaliges Kino.
Der zweite Teil beginnt direkt mit einem Zeitsprung ins Jahr 2015. Doch hier kommt der DeLorean, der dank einer Verbesserung (Hoverumbau) inzwischen auch fliegen kann, auf die Gegenfahrbahn. Nur durch das fliegerische Können von Doc Brown wird eine Massenkarambolage verhindert.
Der Zeitsprung zu Beginn des dritten Teiles endet in einer Katastrophe, auf der die Dramatik und weitere Handlung des Filmes maßgeblich aufbauen. Um in das Jahr 1885 zu springen, soll Marty den DeLorean in einem verlassenen Autokino auf die erforderliche Geschwindigkeit beschleunigen, indem er auf die mit berittenen Indianern bemalte Leinwand zurast. Seinem Einwand, er werde dann in die Indianer krachen, entgegnet Doc Brown, Marty müsse vierdimensional denken – im Jahr 1885 würden sich an dieser Stelle gar keine Indianer befinden. Nach dem Zeitsprung kommen McFly jedoch echte Indianer entgegen geritten, die von der US-Kavallerie verfolgt werden. Bei der Flucht über Stock und Stein wird eine Kraftstoffleitung des DeLorean beschädigt, und das Benzin läuft aus. Um wieder in das Jahr 1985 zurückkehren zu können, versucht Doc Brown zunächst erfolglos, einen geeigneten Kraftstoff zu finden. Den DeLorean mit Hilfe von sechs Pferden auf die nötige Geschwindigkeit zu bringen, funktioniert ebenfalls nicht. Schließlich plant er, die Zeitmaschine mit Hilfe einer Lokomotive und speziellen „Superzündies“ (im Original presto logs) auf die erforderlichen 140 km/h anzuschieben. Hier ist die Brücke über die Schlucht noch nicht fertiggestellt, wird es aber bei der Rückkehr sein, weswegen der DeLorean problemlos die Schlucht überqueren kann. Das Vorhaben gelingt, aber die Zeitmaschine wird bei der Ankunft im Jahr 1985 durch einen entgegenkommenden Zug vollkommen zerstört, kurz nachdem Marty herausspringen und sich in Sicherheit bringen konnte.

## Auswertung und Rezeption
| Film                      | Veröffentlichung | Einspielergebnis | Budget    | Rotten Tomatoes     | Metacritic           | AllMovie                                                            |
| ------------------------- | ---------------- | ---------------- | --------- | ------------------- | -------------------- | ------------------------------------------------------------------- |
| Zurück in die Zukunft     | 03. Juli 1985    | 381,1 Mio. $     | 19 Mio. $ | 93 % (111 Kritiken) | 87/100 (26 Kritiken) | [ 4 ]                                                               |
| Zurück in die Zukunft II  | 22. Nov. 1989    | 332,0 Mio. $     | 40 Mio. $ | 63 % (64 Kritiken)  | 57/100 (17 Kritiken) | [ 8 ]                                                               |
| Zurück in die Zukunft III | 25. Mai 1990     | 244,5 Mio. $     | 40 Mio. $ | 81 % (47 Kritiken)  | 55/100 (19 Kritiken) | [ 12 ]                                                              |
| Insgesamt                 | Insgesamt        | 957,6 Mio. $     | 99 Mio. $ | 79 %                | 66/100               | Sternsymbol · Sternsymbol · Sternsymbol · Sternsymbol · Sternsymbol |

## Umsetzungen/Adaptionen

### Hörspiel
Hörspiel-Trilogie Zurück in die Zukunft (Teile 1–3) von Europa, erschienen auf drei Compact Cassetten (1990). Die Charaktere der Hauptrollen – Marty McFly und Doc Brown – und einige weitere wurden durch die deutschen Synchronsprecher der Spielfilm-Trilogie besetzt; für weitere Rollen wurden teils andere Sprecher als in den Filmen eingesetzt. Die Regie führte Heikedine Körting. Musik und Effekte stammen vom Tonstudio Europa (Teile 1/2) und von BMG Ariola-Miller (Teil 3).

### Zeichentrickfilm / TV-Serie
- Zeichentrickserie Zurück in die Zukunft (Back to the Future: The Animated Series) von 1991 mit insgesamt 26 Episoden in zwei Staffeln. Lediglich Mary Steenburgen und Thomas F. Wilson sprachen wieder ihre Rollen als Clara Brown bzw. Biff Tannen (und dessen Vorfahren). Dr. Brown wurde von Dan Castellaneta, Marty McFly von David Kaufman gesprochen. Christopher Lloyd spielte seine Rolle als Doc Brown jedoch für Realszenen, durch die die einzelnen Episoden ein- und ausgeleitet wurden. In der deutschen Fassung wurden Marty und Doc von denselben Synchronsprechern (Sven Hasper und Lutz Mackensy) gesprochen wie in Teil II und III der Film-Trilogie.
- Expedition: Zurück in die Zukunft (Fernsehserie 2021, 4 Folgen)[15]

### Musical
Musical Back to the Future. Die Erstaufführung war im Februar 2020 im Manchester Opera House. Geschrieben von Robert Zemeckis und Bob Gale. Musik und Texte von Alan Silvestri und Glen Ballard. Von Juni 2023 bis Januar 2025 wurde das Musical im Winter Garden Theatre am Broadway in New York gespielt. Ab März 2026 soll das Musical als deutsche Erstaufführung am Operettenhaus in Hamburg zu sehen sein.

### Games

#### Spiele für Computer
- Back to the Future – Schneider/Amstrad CPC, Commodore 64, MSX, PC-88, Sharp MZ, Sinclair ZX Spectrum
- Back to the Future Part II – Schneider/Amstrad CPC, Commodore 64, MS-DOS, Amiga, Atari ST
- Back to the Future Part III – Schneider/Amstrad CPC, Commodore 64, MS-DOS, Amiga, Atari ST
- Back to the Future: Hill Valley – wurde als inoffizielle Mod (Erweiterung) für GTA: San Andreas und GTA: Vice City für den PC veröffentlicht
- Von Telltale Games wurde eine fünfteilige Adventure-Serie für den Mac und PC veröffentlicht. Der erste Teil erschien im Dezember 2010, der letzte Teil am 24. Juni 2011. Im amerikanischen Original des Spiels spricht Christopher Lloyd die Figur Doc Brown sowie Claudia Wells Martys Freundin Jennifer Parker. Lloyd spielte diese Rolle in allen drei Spielfilmen, Wells im ersten Teil der Trilogie. Die Titel der einzelnen Folgen lauten:
  - Back to the Future – The Game Episode 1: It’s About Time
  - Back to the Future – The Game Episode 2: Get Tannen!
  - Back to the Future – The Game Episode 3: Citizen Brown
  - Back to the Future – The Game Episode 4: Double Visions
  - Back to the Future – The Game Episode 5: Outatime
- No Time ist ein Abenteuer-Indie Spiel für den PC, dass das Thema Zeitreisen behandelt und viele Punkte aus der Filmtrilogie (inoffiziell) aufgreift. So kann der Spieler zwischen den Jahren 1 und 2030 zeitreisen und die Entstehung und den Fortschritt der fiktiven Stadt Pine Lake beobachten, die mit ihrem Rathaus und dem Vorplatz sehr dem Gerichtsgebäude aus den Filmen ähnelt. Mit Steam Workshop Mods können auch der Delorean und entsprechende Sounds dem Spiel hinzugefügt werden.

#### Spiele für Konsolen
- Back to the Future – NES
- Back to the Future Part II & III – NES
- Super Back to the Future II – Super Nintendo
- Back to the Future Part II – Sega Master System
- Back to the Future Part III – Sega Mega Drive/Sega Master System
- Universal Studios Theme Park Adventure – Nintendo GameCube
- Die Sega-Konsolenspiele von Teil II und III unterscheiden sich im Leveldesign nur geringfügig von den Computerversionen, während die Spiele für NES und Super Nintendo neu erstellt wurden.
- Im Spiel „Universal Studios Theme Park Adventure“ für Nintendo Game Cube kann man ein Minispiel namens „Back to the Future – The Ride“ spielen, in welchem man mit dem DeLorean gegen Biff Tannen antreten muss, der ebenfalls einen DeLorean fährt.
- Back to the Future – The Game Episode 1: It’s About Time – PS3/Wii
- Back to the Future – The Game Episode 2: Get Tannen! – PS3/Wii
- Back to the Future – The Game Episode 3: Citizen Brown – PS3/Wii
- Back to the Future – The Game Episode 4: Double Visions – PS3/Wii
- Back to the Future – The Game Episode 5: Outatime – PS3/Wii
- Back to the Future – The Game – PS3/Wii (die fünf Episoden, die vorher nur zum Herunterladen erhältlich waren, auf Disc)
- Back to the Future – The Game: 30-Jährige Jubiläumsausgabe – PS4

#### Spiele für Smartphones & Tablets
- Back to the Future: The Game (iOS), bestehend aus:
  - Episode 1: It’s About Time
  - Episode 2: Get Tannen!
  - Episode 3: Citizen Brown
  - Episode 4: Double Visions
  - Episode 5: Outatime

### Weiteres
- Flipperautomat Back to the Future von Data East aus dem Jahr 1990.[20]
- Themenpark-Attraktion Back to the Future: The Ride (zu finden in den Universal Studios in Hollywood (Los Angeles, USA), Orlando (Florida, USA) und Osaka (Japan) – mittlerweile nur noch in Osaka). Die Attraktionen in Orlando und Los Angeles sind in ihrer Architektur unverändert, haben jedoch die Kulisse der Simpsons bekommen. Zu dieser Themenpark-Attraktion wurde auch ein Kurzfilm mit Christopher Lloyd und Thomas F. Wilson produziert der an die Geschehnisse des dritten Teils der Film-Trilogie anknüpft.[21][22]

## Sonstiges
- Ursprünglich war die Zeitmaschine in einem frühen Drehbuchentwurf ein Kühlschrank. Regisseur Zemeckis und Steven Spielberg verwarfen das Konzept aus Angst, Kinder könnten in Kühlschränke klettern und sich dort versehentlich einschließen.
- Die Vornamen des Wissenschaftlers („Emmett Lathrop“) ergeben rückwärts gelesen ungefähr den Begriff Time Portal (dt. Zeitportal).
- Während des Kameraschwenks durch Docs Wohnung zu Beginn des ersten Films sieht der Zuschauer zahlreiche Uhren. Eine dieser Uhren wird von einem an einem der Zeiger hängenden Mann geschmückt. Dabei handelt es sich sowohl um eine Anspielung auf das Ende von Zurück in die Zukunft als auch auf den Film Ausgerechnet Wolkenkratzer!, der für eine Szene berühmt ist, in der die Hauptfigur ebenfalls an einem Uhrenzeiger hängt. Darüber hinaus haben der Hauptdarsteller von Ausgerechnet Wolkenkratzer!, Harold Lloyd, und der Darsteller von Doc Brown, Christopher Lloyd, den gleichen Nachnamen.
- Das Holomax-Kino im zweiten Teil zeigt Der weiße Hai Teil 19 aus dem Jahr 2015 von Regisseur Max Spielberg. Der ausführende Produzent Steven Spielberg drehte den ersten Film der Hai-Serie 1975 und hat einen Sohn namens Max. Am 21. Oktober 2015, dem Tag von Martys „Ankunft“, veröffentlichte Universal Pictures einen fiktiven Trailer dazu.[23]
- Die Maschine „Mr. Fusion“ ist eigentlich eine Designer-Kaffeemühle der Firma Krups (Type 223), die auch in Ridley Scotts Film Alien – Das unheimliche Wesen aus einer fremden Welt verwendet wurde. Sie wurde entworfen von Hans-Jürgen Precht.
- In den Filmen tauchen im Jahr 1985 immer wieder Hinweise auf, wie die Protagonisten die Zeitlinie verändert haben. So heißt zu Beginn des ersten Teils das Einkaufszentrum „Twin Pines Mall“ (Zwillingskiefern-Einkaufszentrum). Doc Brown erwähnt, dass dieses Gebiet früher das Farmland eines gewissen Peabody gewesen sei, der alles mit Kiefern bepflanzen wollte. Nachdem Marty bei der Zeitreise ins Jahr 1955 einen der beiden dort stehenden Nadelbäume umgefahren hat, heißt das Einkaufszentrum 1985 „Lone Pine Mall“ (Einsame-Kiefer-Einkaufszentrum). Ein weiteres Beispiel ist die Schlucht im dritten Teil. Im Jahr 1885 heißt diese „Shonash-Ravine“ (deutsch: Shonash-Schlucht). Marty kennt sie aber als „Clayton-Schlucht“, die nach einer Lehrerin benannt ist, die dort vor 100 Jahren hineingestürzt sein soll. Doch Marty und Doc retten die besagte Lehrerin, Miss Clara Clayton, vor dem Sturz. Da Marty sich 1885 als Clint Eastwood ausgibt, und die Lokomotive, die Marty im DeLorean anschiebt, in die Schlucht stürzt und alle Welt somit annehmen muss, dass er mit hinabgestürzt und umgekommen sei, heißt die Schlucht 1985 „Eastwood-Schlucht“ (Schild).
- Bob Gale und Robert Zemeckis holten von Clint Eastwood die Erlaubnis dafür ein, dass sein Name so oft im Film genannt wird.
- In der Nacht zum 1. Juni 2008 wurden Teile des Sets durch einen Brand in den Universal-Studios zerstört, das Gerichts- bzw. Rathausgebäude und die Hauptstraße blieben aber verschont.[24]
- 1996 wurde die Westernstadt durch ein Feuer zerstört; ironischerweise entfacht durch einen Blitzeinschlag.
- Michael J. Fox war von Anfang an die erste Wahl für die Rolle des Marty McFly. Da er aber bei der Sitcom Familienbande terminlich nicht abkömmlich war, wurde zunächst Eric Stoltz für die Rolle des Marty engagiert. Als sich die Lage bei Familienbande wieder etwas entspannt hatte (Meredith Baxter stand nach einer Schwangerschaft wieder zur Verfügung), übernahm Michael J. Fox doch die Rolle des Marty McFly. Die bereits gedrehten Szenen wurden dann mit ihm nachgedreht.
- In Folge 16 der zweiten Staffel der Serie Fringe – Grenzfälle des FBI gibt es in einem Paralleluniversum ein Kino zu sehen, an dem „Back to the Future – starring Eric Stoltz“ zu sehen ist.
- Im Film The Flash (2023) erwähnt ein WG-Mitbewohner von Barry Allen in der alternativen Zeitlinie von 2013 die Zurück-in-die-Zukunft-Filme mit Eric Stoltz in der Hauptrolle. Zudem zeigt er Tätowierungen mit einem Porträt von Eric Stoltz an seinem Bein.
- Im Café der 80er-Jahre sieht man, auf den TV-Schirmen hinter der Bar, verschiedene Fernsehserien der 1980er-Jahre, unter anderem Familienbande mit Michael J. Fox (1982–1989) und Taxi mit Christopher Lloyd (1978–1983). Die mit den Gästen interagierenden Charaktere auf sich bewegenden TV-Bildschirmen sind von Aussehen und Verhalten her Anspielungen auf die virtuelle Figur Max Headroom aus der gleichnamigen Fernsehserie.
- Im zweiten Teil hat Elijah Wood einen Kurzauftritt als kleiner Junge im roten T-Shirt beim Computerspiel Wild Gunman.
- Im Schaufenster des Antiquitätengeschäfts „Blast from the Past“ im zweiten Teil ist die Denim-Jacke zu sehen, die Marty in vielen Szenen des ersten Filmes trug und dann neben seinem Bett im Jahr 1985 zurückließ.
- Der Rocksänger Huey Lewis hat in Zurück in die Zukunft einen Cameo-Auftritt, in dem er als Vorsitzender einer Wettbewerbskommission den – im wirklichen Leben eigenen – Song The Power of Love als „zu laut“ für eine Schulaufführung deklassiert.
- Eric Clapton steuerte den Song Heaven Is One Step Away bei.
- Von Lindsey Buckingham, damaliger Gitarrist von Fleetwood Mac, ist der Song Time Bomb Town auf dem Soundtrack zu hören.
- Im Spielfilm A Million Ways to Die in the West aus dem Jahr 2014 haben der DeLorean und Doc Brown einen Gastauftritt. Sie werden in einem Schuppen entdeckt, aus der sonderbare Geräusche und Lichteffekte kommen. Doc verdeckt die Zeitmaschine schnell unter einem Tuch und sagt, es handle sich nur um ein Wetterexperiment.
- Zahlreiche Kinos in Deutschland zeigten am 21. Oktober 2015 alle drei Zurück-in-die-Zukunft-Filme hintereinander. Das ist der Tag in der Zukunft, an dem Marty McFly im zweiten Film ankommt.
- In der deutschen Fassung des zweiten Teils wird der 21. Oktober 2015 als Dienstag (statt als Mittwoch) bezeichnet.[25]
- In der deutschen Fassung wird Marty durchgängig mit dem Vorwurf, er sei eine „feige Sau“ herausgefordert. Im Original werden verschiedene Provokationen benutzt: Während 1985 und 2015 der Begriff „chicken“ Anwendung findet, wird Marty 1885 als „yellow-belly“ bezeichnet.
- Biff bezeichnet Marty im Deutschen wiederholt als „Mistfliege“, die englische Entsprechung ist „Muck Fly“, eine Verhöhnung des Familiennamens McFly.
- Im Videospiel Grand Theft Auto V existiert ein fliegender DeLorean, welcher aus markenrechtlichen Gründen „Deluxo“ genannt wurde.